# União das Freguesias de Santa Marinha e São Martinho
União das Freguesias de Santa Marinha e São Martinho, kurz Santa Marinha e São Martinho, ist eine portugiesische Gemeinde (Freguesia) im Kreis (Concelho) von Seia, im Distrikt Guarda. Sie umfasst eine Fläche von 15,08 km² und hat 1636 Einwohner (Stand nach Zahlen von 2011).
Die Gemeinde entstand im Zuge der kommunalen Neuordnung Portugals nach den Kommunalwahlen am 29. September 2013, als Zusammenschluss der bisherigen Gemeinden Santa Marinha und São Martinho.
Sitz der neuen Gemeinde wurde Santa Marinha, während die Gemeindeverwaltung von São Martinho als Bürgerbüro erhalten blieb.